# Gârcina
of
Gârcina è un comune della Romania di 4 712 abitanti, ubicato nel distretto di Neamț, nella regione storica della Moldavia. 
Il comune è formato dall'unione di 3 villaggi: Almaș, Cuejdiu, Gârcina.